# Лъки Страйк
„Лъки Страйк“ (на английски: Lucky Strike) е американска марка цигари.
Историята ѝ датира от 1871 г., когато е лансирана като смес от тютюн за лула от Р. А. Патърсън в Ричмънд, Вирджиния. През 1916 г. се появява в завършен вид в тъмнозелена опаковка и се лансира от Американското тютюнево дружество.
Надписът „Препечено!“ („It's Toasted“) е използван през 1917 г. Той просто изразявал фабричния процес. Върху опаковката започва да се изписва „L.S./M.F.T.“ (Lucky Strike means fine tobacco, т.е. „Лъки Страйк означава превъзходен тютюн“).
През 1942 г. цветът на опаковката се променя от зелен на бял, тъй като медта, използвана за зеления цвят, била необходима за нуждите във Втората световна война.
През 1978 и 1994 г. правата по износа и правата в САЩ се закупуват от корпорацията „Браун и Уилямсън“, която днес е дъщерна компания на „Рейнолдс Америкън“.
През 1996 г. цигарите с филтър се пускат по пазарите в Сан Франциско, но те могат да се купят навсякъде в САЩ едва през 1999 г.